# Kusiaiset (ö i Norra Savolax)
Kusiaiset är en ö i Finland. Den ligger i sjön Suuri-Palonen och Pieni-Palonen och i kommunen Kuopio i den ekonomiska regionen  Kuopio ekonomiska region  och landskapet Norra Savolax, i den centrala delen av landet, 300 km norr om huvudstaden Helsingfors. Öns största längd är 100 meter i nord-sydlig riktning.